# Усов Анатолій Миколайович
Усов Анатолій Миколайович — радянський і російський сценарист.

## Біографічні відомості
Народився 21 вересня 1940 р. 
Закінчив Горьківський університет (1964) і Вищі курси сценаристів і режисерів (1972).
Автор сценаріїв фільмів: 
- «Щаслива, Женька!» (1984)
- «Нічний екіпаж» (1987)
- «Прийміть телеграму в борг» (1987)
- «Міс мільйонерка» (1988)
- «Щасливчик» (1989)
- «Наша людина в Сан-Ремо» (1990)
- «Невідомі сторінки з життя розвідника» (1990)
- «Ближнє коло» (1991, у співавт. з А. Кончаловським)
- «Все те, про що ми так довго мріяли» (1997)
- «Якщо завтра в похід» (2004)
- «Грозові ворота» (2006, у співавт.)
- «Одиничка» (2015) та ін.

Українських стрічок, поставлених на Одеській кіностудії:
- «Про Вітю, про Машу і морську піхоту» (1973)
- «У нас новенька» (1977, у співавт.)
- «Гу-га» (1989).